# Bratovska jesen
Partizanski roman Bratovska jesen Valentina Polanška pripoveduje zgodbo dveh koroških bratov, Domna in Matevža.

## Vsebina
Prvi del
Domen se leta 1944 spominja preteklosti.
Pred vojno je bil srečno zaljubljen v Minko, s katero sta se skrivaj dobivala. Njuna zveza je vztrajala tudi, ko ga je pot ponesla v Celovec, da bi se izučil za vrtnarja. Leta 1938 so ga vpoklicali v Schuschniggovo zvezno vojsko. Na poti je razmišljal o smrti svoje ljubljene, ki je umrla med selitvijo v bližino Celovca. Domna so mučile takratne razmere, najbolj preganjanje domačih, ki so jih Nemci izseljevali in pobijali. Prešel je med partizane in postal komandir čete TV 32. 
Konča se z nečloveškim pobojem več deset borcev njegove čete, vključno z Domnom.
Drugi del
Leta 1944 se ranjeni Matevž ponoči po snegu odplazi do doma svojih staršev in zbudi očeta, da mu pomaga oskrbeti rano ter mu najti varno skrivališče. Ko je Matevž skrit in oče Jožef nazaj doma, se oba začneta spominjati preteklosti.
Oče Jožef je pri trinajstih letih izgubil očeta in začel sam služiti denar. V prvi svetovni vojni se je boril v Karpatih. Po vojni se je poročil z Lenčko, ki mu je rodila dva sinova. Želela sta še hčerko, vendar se je njegova žena poškodovala. Po tragični Domnovi usodi sta bila starša vse bolj v skrbeh za Matevža.
Matevž je bil lep, mlad, navihan fant, drvar, ki je rad igral na harmoniko. Do ušes je bil srečno zaljubljen v Lonko, s katero sta ohranila stike tudi med vojno.
Ko se zdani, Nemci so na snegu po krvavih sledeh najdejo skritega Matevža in ga ustrelijo v tilnik.

## Kritike
"Zgodba je okvirno postavljena v čas zmagovite rasti nemškega nacizma, uboja avstrijskega predsednika Dollfußa, Hitlerjeve zasedbe Avstrije, kateri sledi nenasitni, krvi in oblasti željni pohod nemškega nacizma, […] [Roman je] najzgovornejši prikaz svojskega in krčevitega boja koroških Slovencev, da se ohranijo na svoji zemlji.[…]
[P]oudarjajoče izstopa pisateljevo globlje zanimanje za človeka. Pred nami se razgrinja po eni strani podoba družbenega položaja koroških Slovencev, ki skozi osvobodilni boj obetavno odkriva možnosti tistih brezimnih trpinov, ki v globinah koroških gozdov in drugod ustvarjajo pogoje za socialno pravičnejši red. Hkrati pa bolj kot z epsko pripovedno široko razprostrto etično problematiko, zapletenost vzgibov, ki vodijo […] do poglavitnih odločitev […]. Pripoved odkriva del trde zgodovine, ki izhaja skoraj iz biografske osnove, kot je bil svet, v katerem je potekalo življenje mladega Polanška […]. Roman sodi med najtehtnejše dosežke v razvoju in življenju slovenske književnosti na Koroškem v Avstriji po drugi svetovni vojni, predstavlja pa tudi uspeh in obet v nadaljnjem literarnemu ustvarjanju Valentina Polanška." (Cesar 1982: 274) 
"Velike
sanje malega človeka" [...] Podobno
tematiko zasledimo tudi v najnovejšem romanu "Bratovska jesen", ki je bil objavljen v dveh
delih leta 1981 oziroma 1982. V njem govori
pisatelj o bratih, ki se kot partizana borita za
svobodo svoje slovenske koroške zemlje, a padeta
na okupiranem območju, ne da bi dočakala
svobode."
"Osrednji avtor literarnega pomnjenja partizanskega odpora je bil Valentin Polanšek [...], zlasti v romanih Križ s križi
(1980), Bratovska jesen I–II (1981, 1982) in Sla po svobodi (1985), s katerimi je na
podlagi spominov, pričevanj, resničnih dogodkov in oseb skušal ustvariti koroško
epopejo partizanskega odpora vzhodno od Celovca." (Leben in Köstler 2005: 113)